# Gamasomorpha cataphracta
Gamasomorpha cataphracta är en spindelart som beskrevs av Karsch 1881. Gamasomorpha cataphracta ingår i släktet Gamasomorpha och familjen dansspindlar. Inga underarter finns listade i Catalogue of Life.